# Beilingen

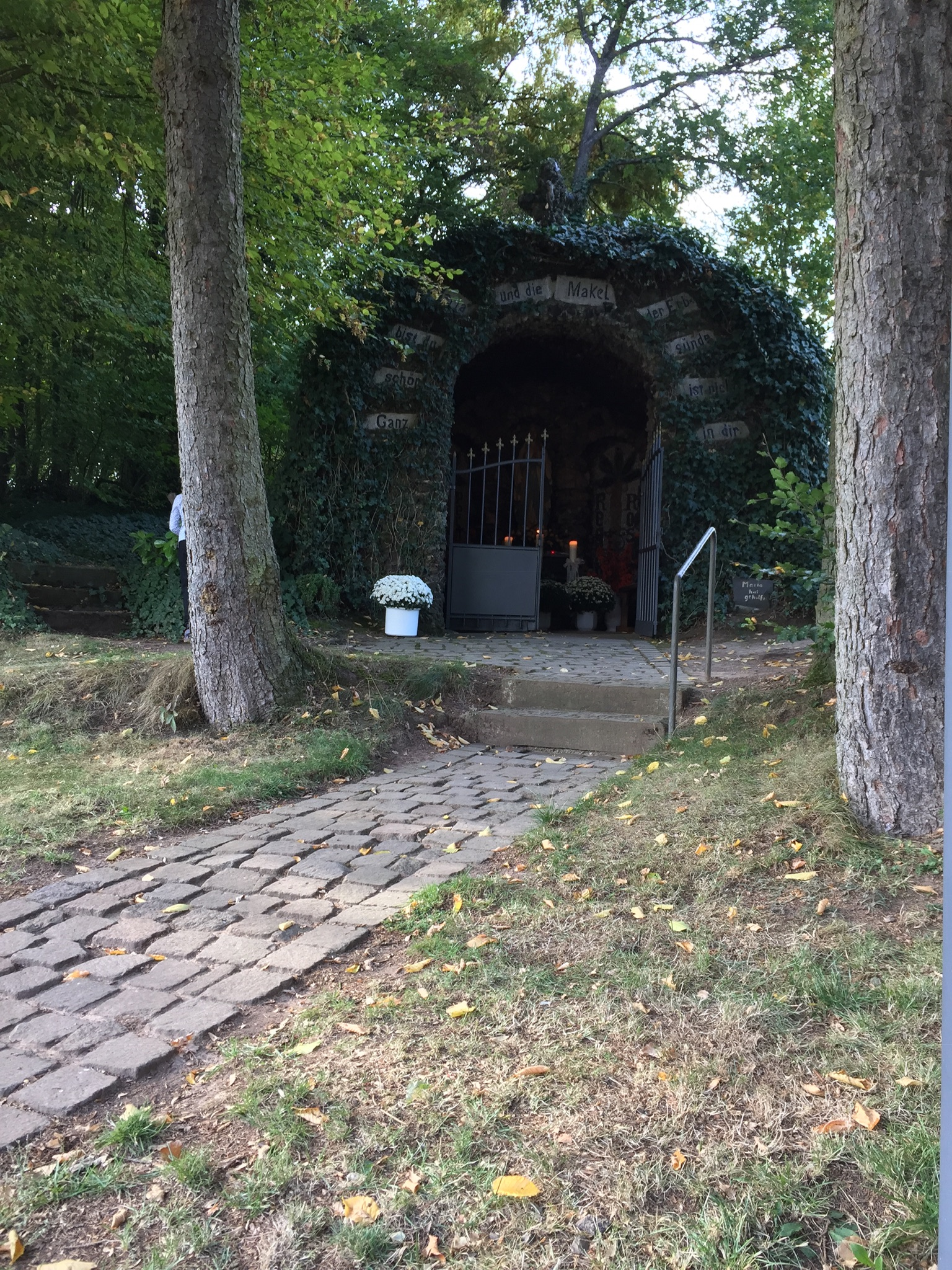
Lourdesgrotte in Beilingen

Beilingen in der Eifel ist eine Ortsgemeinde im Eifelkreis Bitburg-Prüm in Rheinland-Pfalz. Sie gehört der Verbandsgemeinde Speicher an.

## Geographie
Beilingen befindet sich circa drei Kilometer nordöstlich von Speicher. Weiterhin liegt es exakt in der Einflugsschneise des Militärflugplatzes Spangdahlem, sodass für die Häuser der Einwohner besondere Lärmschutzmaßnahmen erforderlich sind. Zu Beilingen gehört auch der Wohnplatz Hubertushof.
Nachbarorte von Beilingen sind neben Speicher die Ortsgemeinden Philippsheim im Westen, Dudeldorf (bereits Verbandsgemeinde Bitburger Land) im Nordwesten und Herforst im Südosten.

## Geschichte
Das Gebiet um Beilingen war schon früh besiedelt, was durch den Funde mehrerer Gräberanlagen aus vor- sowie römischer Zeit belegt werden konnte. Es handelt sich um eine Grabhügelnekropole aus der Hunsrück-Eifel-Kultur mit römischen Nachbestattungen südöstlich des Ortes sowie um einzelne Grabhügel an zwei Örtlichkeiten westlich von Beilingen.
Etwa 1,7 km westnordwestlich von Beilingen wurden zudem Reste einer Siedlung entdeckt. Es handelt sich um Baureste und mehrere Steinrauschen. Zudem wurde ein Leistenziegel gefunden, der für eine römische Siedlung spricht. Etwa 1,3 km nördlich von Beilingen fanden sich Anzeichen für eine Töpferei. Entdeckt wurde ein Hügel mit großem Vorkommen römischer Keramik sowie Überreste von Mauerwerk.
Landesherrlich gehörte Beilingen bis Ende des 18. Jahrhunderts zum Herzogtum Luxemburg und war Teil der Herrschaft Bruch.
Nach 1792 hatten französische Revolutionstruppen die Österreichischen Niederlande, zu denen das Herzogtum Luxemburg gehörte, besetzt und im Oktober 1795 annektiert. Von 1795 bis 1814 gehörte der Ort zum Kanton Dudeldorf des Arrondissements Bitburg im Departement der Wälder, zugeordnet der Mairie Speicher.
Nach der Niederlage Napoleons wurde das ehemals luxemburgische Gebiet östlich der Sauer und der Our im Jahr 1815 auf dem Wiener Kongress dem Königreich Preußen zugeordnet. Damit kam die Gemeinde Beilingen 1816 zum Kreis Bitburg im Regierungsbezirk Trier in der Provinz Großherzogtum Niederrhein, die 1822 in der preußischen Rheinprovinz aufging. Aus der Mairie wurde die Bürgermeisterei Speicher (ab 1927 Amt Speicher).
Nach dem Ersten Weltkrieg zeitweise französisch besetzt und nach dem Zweiten Weltkrieg der französischen Besatzungszone zugeordnet, ist der Ort seit 1946 Teil des damals neu gebildeten Landes Rheinland-Pfalz.
Bevölkerungsentwicklung
Die Entwicklung der Einwohnerzahl von Beilingen, die Werte von 1871 bis 1987 beruhen auf Volkszählungen:
| Jahr | Einwohner |
| ---- | --------- |
| 1815 | 287       |
| 1835 | 357       |
| 1871 | 351       |
| 1905 | 406       |
| 1939 | 452       |
| 1950 | 464       |
| 1961 | 434       |

| Jahr | Einwohner |
| ---- | --------- |
| 1970 | 417       |
| 1987 | 339       |
| 1997 | 377       |
| 2005 | 369       |
| 2011 | 375       |
| 2017 | 396       |
| 2023 | 393       |

## Politik

### Gemeinderat
Der Gemeinderat in Beilingen besteht aus acht Ratsmitgliedern, die bei der Kommunalwahl am 9. Juni 2024 in einer Mehrheitswahl gewählt wurden, und – wenn wieder gewählt – dem ehrenamtlichen Ortsbürgermeister als Vorsitzendem.

### Bürgermeister
Gerd Schmitt wurde 2024 Ortsbürgermeister von Beilingen.
Seine Vorgänger waren Norbert Schröder seit 2019 und zuvor Michael Mohr.

### Wappen
| Wappen von Beilingen | Blasonierung: „Im schräglinks geteilten Schild vorn in Silber ein wachsendes rotes Vortragetatzenkreuz, im Balkenkreuzpunkt mit einem goldenen Stein belegt, hinten fünfmal von Gold und Rot schräg rechts geteilt.“                                                                                  |
| Wappen von Beilingen | Wappenbegründung: Die Herren von Bruch führten als Wappen einen fünfmal von Gold und Rot schrägrechts geteilten Schild. Kirchen- und Ortspatron von Beilingen ist St. Johannes der Täufer. Seine Zeichen sind Axt, Kreuz oder Lamm. Hier wurde als Zeichen des Ortspatrons ein Vortragekreuz gewählt. |

## Wirtschaft und Infrastruktur

### Wirtschaft
Bis um 1900 war Beilingen für seinen vorzüglichen Flachs bekannt. Hanf und Flachs wurden angebaut und die freigelegten Fasern dann in Heimarbeit gesponnen und gewebt. Auch heute noch wird über die Hälfte des Gemeindegebietes durch vier ortsansässige Betriebe landwirtschaftlich genutzt.

### Verkehr
Beilingen wird durch die Kreisstraßen K 40 und K 200 an das Straßennetz angeschlossen.

## Persönlichkeiten
- Leonhard Keil (1858–1929), Domkapitular in Saarbrücken (Basilika St. Johann)